# Edlitz
Edlitz ist eine Marktgemeinde mit 905 Einwohnern (Stand 1. Jänner 2025) im Bezirk Neunkirchen in Niederösterreich.

## Geografie
Edlitz liegt in der Buckligen Welt im Industrieviertel nahe Aspang Markt. Die Fläche der Marktgemeinde umfasst 14,23 Quadratkilometer. Genau 50 Prozent der Fläche sind bewaldet.

### Gemeindegliederung
Die Gemeinde bildet die Katastralgemeinde Edlitz. Diese besteht aus dem Marktort Edlitz-Markt und den Ortsteilen Ebenhof, Grimmenstein, Grub, Handler, Hofstatt, Hofstetten, Kamerallen, Kohlreuth, Pangart, Prägart, Pumperwaldl, Rauhlehen, Schafferhof, Schauerberg, Schneeweißhof, Sonnberg, Wieden und Winterhof.

### Nachbargemeinden
| Grimmenstein | Thomasberg                                  |            |
|              | Kompassrose, die auf Nachbargemeinden zeigt | Lichtenegg |
|              | Thomasberg                                  |            |

## Geschichte

### Altertum und Mittelalter
Im Altertum war das Gebiet Teil der Provinz Noricum.
Die ersten Ansiedlungen in dieser Gegend befanden sich wegen des Wasserreichtums des Pittentales und der damit verbundenen häufigen Überschwemmungen etwas abseits in den erhöhten Seitentälern.  Ein Fund römischer Münzen lässt darauf schließen, dass der Übergangsbereich vom Edlitztal in das Pittental schon zur Römerzeit besiedelt war. Ab dem Mittelalter ist die Geschichte des Ortes sehr eng mit der Entwicklung der Kirche und der Pfarre verbunden.
Im Jahre 1192 wurde der Pfarrsitz „de Edelz“ erstmals erwähnt, als die Abtrennung von der Mutterpfarre Bromberg erfolgte und eine selbständige Pfarre eingerichtet wurde.

### Herkunft des Ortsnamens
Die Entstehung des Ortsnamens ist nicht geklärt. Es gibt zwei Theorien zur Herkunft:
- Eine bezieht sich auf den Wortlaut einer lateinischen Schenkungsurkunden aus dem Jahre 860, in der dem Erzbistum Salzburg vierzig Gutshöfe, von denen sich ein Teil auf dem Gebiet der Buckligen Welt befand, geschenkt wurden. Einer davon lag „ad ecclesiam Ellodis“ („bei der Kirche des Ello“). Ello ist ein germanischer Name, der übersetzt so viel wie „der Edle“ heißt. Daraus abgeleitet würde „de Edelz“ „Siedlung eines Edlen“ bedeutet.
- Eine zweite – bekanntere – Theorie besagt, dass sich der Name „Edlitz“ aus dem slawischen „jedlica“ („Tannenbach“) ableitet, was auf die waldreiche Umgebung des Ortes zurückzuführen wäre.

### Einfälle von Ungarn, Türken und Kuruzzen
In den folgenden Jahrhunderten wurde Edlitz von zahlreichen Einfällen der Ungarn und später der Türken heimgesucht. Immer wieder traten auch Seuchen auf, die ebenfalls ihre Opfer forderten: Im Pestjahr 1349 musste für die vielen Toten sogar ein eigener Pestfriedhof angelegt werden.
Gerade noch einem Überfall der Türken entgehen konnte der Ort im Jahre 1529, als Türken im Anmarsch waren, aber durch das Mittags-Geläut der Glocken aufgeschreckt, doch wieder umkehrten.
Im Jahre 1608 wird Pfarrer Georg Hayden von ungarischen Horden nach Güns verschleppt und erst nach 6 Wochen nach Zahlung eines Lösegeldes in Höhe von 200 Gulden wieder freigelassen. Als Dank stiftet er die Fresken im Altarraum der Pfarrkirche.
Im Jahr 1590 wird Edlitz zum ersten Mal als Markt bezeichnet, der damals 14 Häuser zählte.
Zweimal wird von kriegerischen Überfällen in der Gegend von Edlitz noch berichtet, nämlich 1620 durch Ungarn und 1707 durch Kuruzen. Vermutlich wurden in dieser Zeit die Wehranlagen der Kirche als Versteck benutzt.

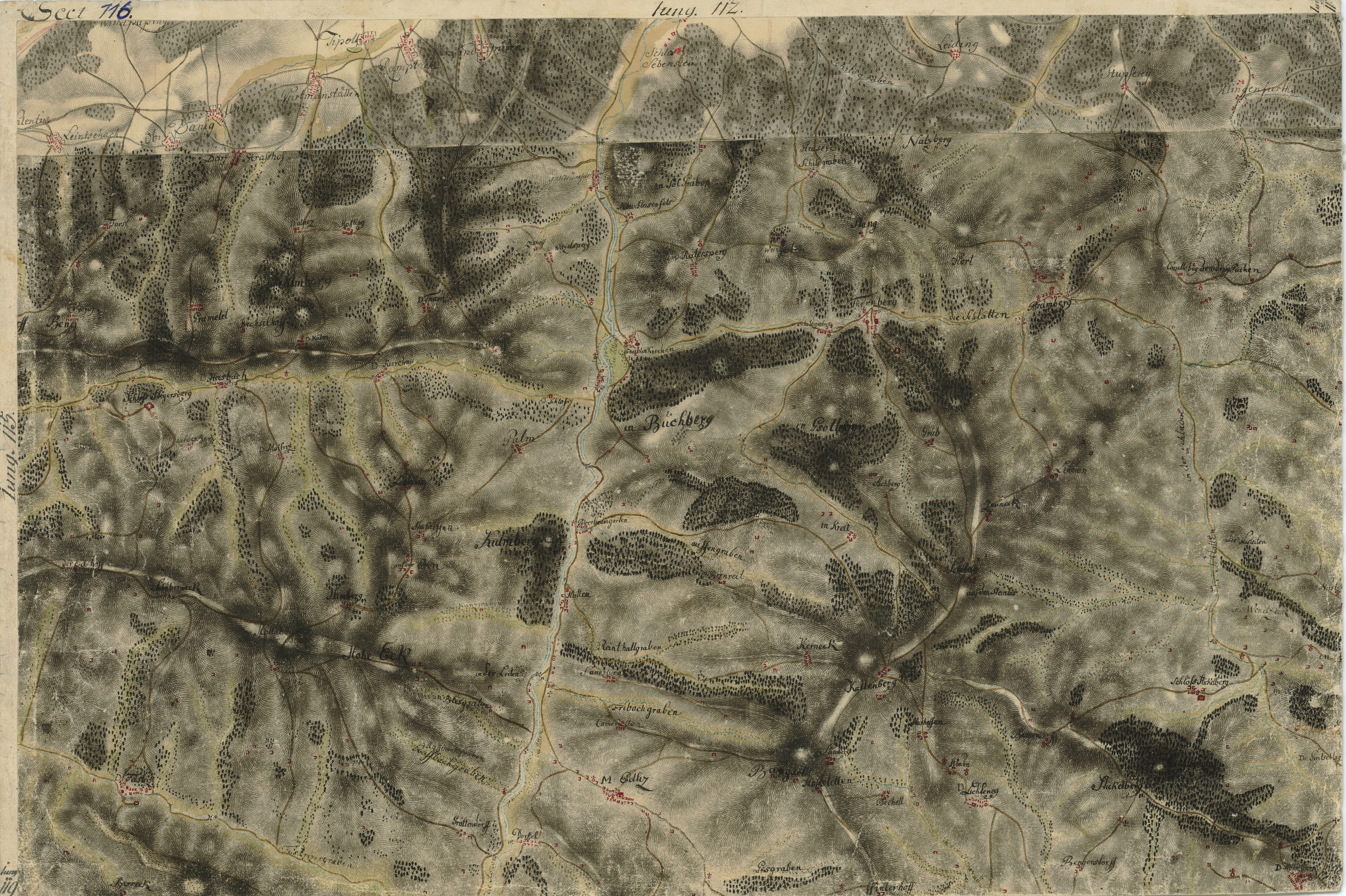
Das Pittental mit Edlitz um 1780 (Josephinische Landesaufnahme)

### Verkehrswege und Fremdenverkehr
Ende des 18. Jahrhunderts nahm Edlitz wieder einen wichtigen Platz im Wirtschafts- und Verkehrsleben der Buckligen Welt ein.
Eine Landbeschreibung, die von Kaiser Joseph II. durchgeführt wurde, schrieb damals über den Ort Edlitz: „Ein mittelmäßig solid gebauter Markt in einem Graben, hat auch eine solide Kirche, mit Kirchhofmauern umgeben.“ Dass ein Ort damals „solid“, das heißt aus Stein gebaut war, ist durchaus nicht selbstverständlich.
Die meisten Dörfer in der Buckligen Welt bestanden damals aus Holzhütten, was sich in den zahlreichen Brandkatastrophen in den verschiedenen Ortschroniken widerspiegelt.
Für Edlitz stellte das Wasser immer wieder eine große Bedrohung dar.
Oftmals wurde der Ort von Überschwemmungen des Edlitzbaches heimgesucht.
Nach dem Unglücksjahr 1886, wo ein Toter zu beklagen war, wurde der Bach durch eine großzügige Wildbachverbauung gesichert.
Das 19. Jahrhundert brachte eine wesentliche Verbesserung der Verkehrsverhältnisse, als Graf Palffy im Jahre 1815 den Reitersteg von Grimmenstein nach Edlitz und weiter über Thomasberg nach Kirchschlag bis Güns zur Landstraße ausbauen ließ. Heute führt entlang dieser ehemaligen Palffy-Straße die Bundesstraße.
Im Jahre 1881 brachte die Eröffnung der Aspangbahn die neue Zeit in die Bucklige Welt. Der Bahnhof Edlitz wurde, da der Baugrund in Grimmenstein, das damals „Am Treitl“ hieß, günstiger war, außerhalb der Gemeindegrenzen errichtet. Heute liegt der Bahnhof Edlitz-Grimmenstein auf dem Gemeindegebiet von Thomasberg.
Die Eröffnung der Bahnverbindung bedeutete auch den Beginn des Fremdenverkehrs in Edlitz. Vor allem Gäste aus Wien kamen gerne zur Sommerfrische in die Bucklige Welt. Laut Adressbuch von Österreich waren im Jahr 1938 in der Marktgemeinde Edlitz ein Arzt, zwei Bäcker, ein Fleischer, ein Friseur, fünf Gastwirte, fünf Gemischtwarenhändler, ein Glaser, zwei Zellstofffabriken, ein Maurermeister, vier Müller, eine Mühlenbauanstalt, zwei Obst- und Gemüsehändler, zwei Pensionen, drei Sägewerke, zwei Schmiede, drei Schneider und sieben Schneiderinnen, sechs Schuster, ein Sodawassererzeuger, zwei Trafikanten, drei Tischler, ein Uhrmacher, ein Viehhändler, ein Viktualienhändler, zwei Wagner, ein Zahntechniker, ein Zimmermeister und einige Landwirte ansässig.
Im Jahr 1972 zählte man in Edlitz insgesamt 32.000 Nächtigungen. Heute ist der Fremdenverkehr für die Gemeinde noch immer ein bedeutender Wirtschaftsfaktor, die Nächtigungszahlen sind aber bei weitem nicht mehr so hoch.
In den letzten Jahren lag das Hauptaugenmerk der Gemeinde auf der Verbesserung der Infrastruktur in den Bereichen Wegebau, Wasserversorgung, Kanal, Kindergarten, Feuerwehr- und Amtshaus.

Edlitz und seine Umgebung um 1873 (Aufnahmeblatt)

### Bevölkerungsentwicklung
| Edlitz: Einwohnerzahlen von 1869 bis 2025           | Edlitz: Einwohnerzahlen von 1869 bis 2025 | Edlitz: Einwohnerzahlen von 1869 bis 2025 | Edlitz: Einwohnerzahlen von 1869 bis 2025 | Edlitz: Einwohnerzahlen von 1869 bis 2025 |
| --------------------------------------------------- | ----------------------------------------- | ----------------------------------------- | ----------------------------------------- | ----------------------------------------- |
| Jahr                                                |                                           |                                           |                                           | Einwohner                                 |
| 1869                                                | 1869                                      |                                           | 805                                       | 805                                       |
| 1880                                                | 1880                                      |                                           | 890                                       | 890                                       |
| 1890                                                | 1890                                      |                                           | 868                                       | 868                                       |
| 1900                                                | 1900                                      |                                           | 768                                       | 768                                       |
| 1910                                                | 1910                                      |                                           | 814                                       | 814                                       |
| 1923                                                | 1923                                      |                                           | 858                                       | 858                                       |
| 1934                                                | 1934                                      |                                           | 958                                       | 958                                       |
| 1939                                                | 1939                                      |                                           | 943                                       | 943                                       |
| 1951                                                | 1951                                      |                                           | 990                                       | 990                                       |
| 1961                                                | 1961                                      |                                           | 1.023                                     | 1.023                                     |
| 1971                                                | 1971                                      |                                           | 1.037                                     | 1.037                                     |
| 1981                                                | 1981                                      |                                           | 1.033                                     | 1.033                                     |
| 1991                                                | 1991                                      |                                           | 1.057                                     | 1.057                                     |
| 2001                                                | 2001                                      |                                           | 1.002                                     | 1.002                                     |
| 2011                                                | 2011                                      |                                           | 900                                       | 900                                       |
| 2021                                                | 2021                                      |                                           | 902                                       | 902                                       |
| 2025                                                | 2025                                      |                                           | 905                                       | 905                                       |
| Quelle(n): Statistik Austria, Gebietsstand 1.1.2021 |                                           |                                           |                                           |                                           |

### Religion
Nach den Daten der Volkszählung 2001 sind 92,1 % der Einwohner römisch-katholisch und 0,7 % evangelisch. 4,3 % sind Muslime, 0,1 % gehören orthodoxen Kirchen an. 2,4 % der Bevölkerung haben kein religiöses Bekenntnis.

## Kultur und Sehenswürdigkeiten

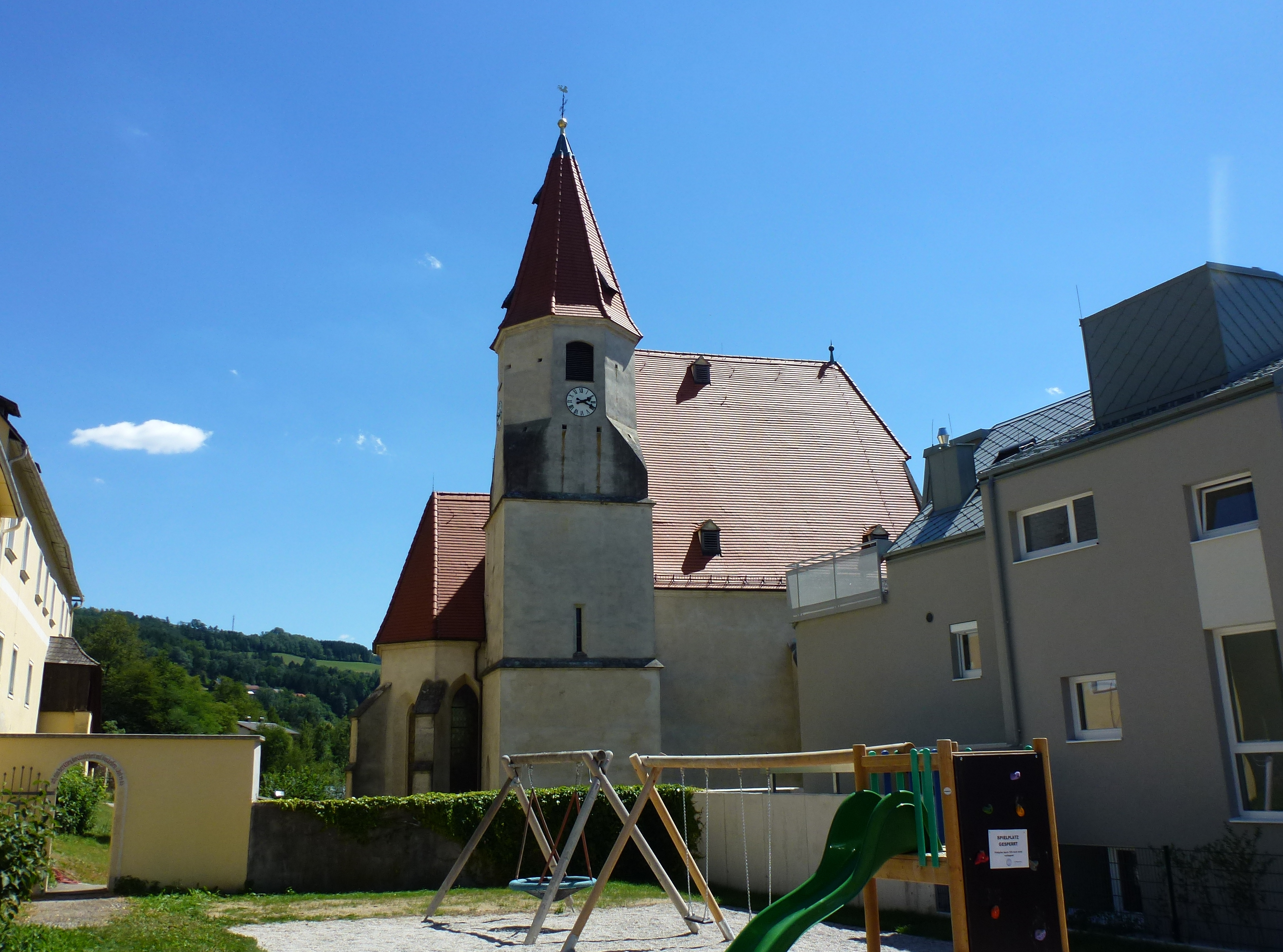
Pfarrkirche Edlitz

- Katholische Pfarrkirche Edlitz hl. Veit: Edlitz beherbergt eine der interessantesten Wehrkirchen der Buckligen Welt. Die Ursprünge der Kirche stammen aus der zweiten Hälfte des 12. Jahrhunderts. Im Grundriss fast quadratisch mit vier kreuzgewölbten Jochen, die in der Mitte von einem mächtigen Pfeiler gestützt werden, ist das Kirchenschiff das beherrschende Bauelement. Der Glockenturm verschwindet fast hinter dem hohen Dach der Kirche. Beim Neubau des Kirchenschiffes im Jahre 1492 wurde der Sakralbau mit wehrhaften Anlagen ausgestattet. Von den Wehreinrichtungen sind heute noch vorhanden: Gusserker, Schießscharten, Wehrobergeschoß im Dachboden mit Blockkammer, ehemalige Zisterne unter dem Kirchenfußboden. Die letzte Außenrenovierung erfolgte im Jahre 1978, der Innenraum der Kirche wurde zuletzt in den Jahren 1984 (Innenrenovierung, Freilegung diverser Fassungen an Steinrippen und Malerei, Restaurierung von Hochaltar, Kanzel, Kreuzwegstationen und Heiligenfiguren) und 2003 (Neugestaltung des Altarraumes) renoviert. Im Herbst 2005 wurde das Dach neu gedeckt. Die Pfarrkirche Edlitz besitzt fünf Glocken, die älteste stammt von Lazlo Raczko aus dem Jahr 1518, eine weitere aus 1757, alle anderen wurden 1948 angeschafft.
- Der Pfarrhof bildete eine Einheit mit dem Wehrkirchenhof. Der älteste erhaltene Teil ist durch ein Tor gekennzeichnet, das unabhängig vom Kirchhof einen Zugang ermöglicht hat. Eine kleine Steintafel, die in die Mauer über dem Tor eingelassen ist, trägt die Jahreszahl 1463 und in lateinischen Buchstaben den Namen Oswald. Rund um die Kirche findet man noch die Mauerreste der ehemaligen Kirchhofwehrmauern.

## Wirtschaft
Nichtlandwirtschaftliche Arbeitsstätten gab es im Jahr 2001 36, land- und forstwirtschaftliche Betriebe nach der Erhebung 1999 55. Die Zahl der Erwerbstätigen am Wohnort betrug nach der Volkszählung 2001 478. Die Erwerbsquote lag 2001 bei 48,5 Prozent.
Beidseits der Straße von Edlitz nach Krumbach liegen kleine Vorkommen von Braunkohle, die aber nicht abbauwürdig sind.

### Bildung
- NÖ Landeskindergarten Edlitz
- Volksschule
- Hauptschule
- Musikschule Artes Iuventutis

## Politik

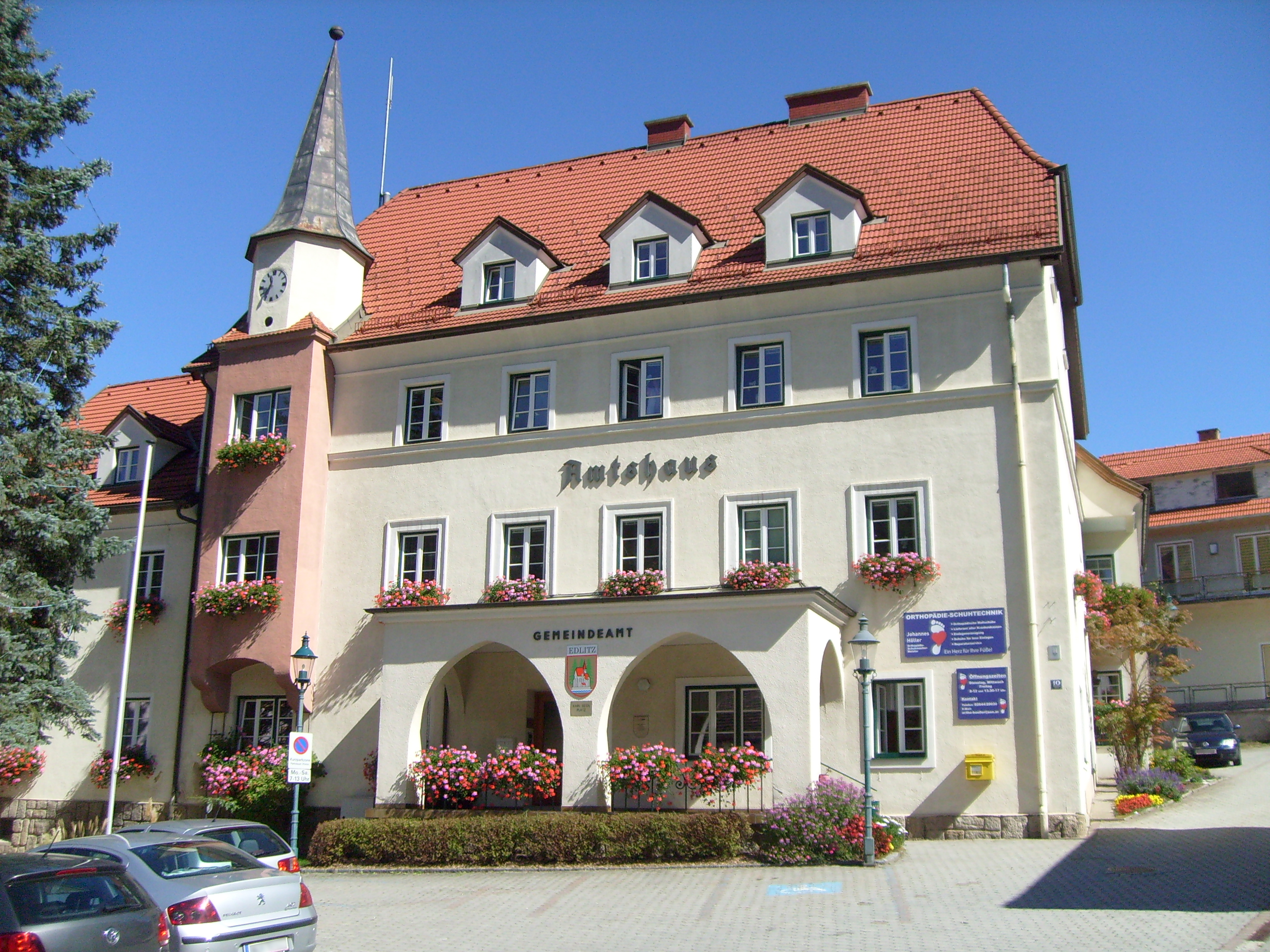
Amtshaus Edlitz

### Gemeinderat
Der Gemeinderat hat 15 Mitglieder.
- Mit den Gemeinderatswahlen in Niederösterreich 1990 hatte der Gemeinderat folgende Verteilung: 16 ÖVP, und 3 SPÖ.
- Mit den Gemeinderatswahlen in Niederösterreich 1995 hatte der Gemeinderat folgende Verteilung: 14 ÖVP, 3 SPÖ, und 2 FPÖ.[3]
- Mit den Gemeinderatswahlen in Niederösterreich 2000 hatte der Gemeinderat folgende Verteilung: 12 ÖVP, 5 SPÖ, und 2 FPÖ[4]
- Mit den Gemeinderatswahl nach Auflösung des Gemeinderates 2002 hatte der Gemeinderat folgende Verteilung: 12 Bürgerliste für Edlitz (ÖVP), 5 ÖVP, und 2 SPÖ
- Mit den Gemeinderatswahlen in Niederösterreich 2005 hatte der Gemeinderat folgende Verteilung: 15 ÖVP, und 4 SPÖ.[5]
- Mit den Gemeinderatswahlen in Niederösterreich 2010 hatte der Gemeinderat folgende Verteilung: 15 ÖVP, und 4 SPÖ.[6] (19 Mitglieder)
- Mit den Gemeinderatswahlen in Niederösterreich 2015 hatte der Gemeinderat folgende Verteilung: 13 ÖVP, und 2 SPÖ.[7]
- Mit den Gemeinderatswahlen in Niederösterreich 2020 hatte der Gemeinderat folgende Verteilung: 13 ÖVP und 2 SPÖ.[8]
- Mit den Gemeinderatswahlen in Niederösterreich 2025 hat der Gemeinderat folgende Verteilung: 13 ÖVP und 2 SPÖ.[9]

### Bürgermeister
| 1850–1865       | Georg Rodax, Wirtschaftsbesitzer                  |
| 1865–1868       | Leopold Posch, Kürschnermeister                   |
| 1868–1871       | Mathias Piribauer, Wirtschaftsbesitzer            |
| 1871–1875       | Leopold Bernsteiner, Wirtschaftsbesitzer          |
| 1875–1877       | Carl Handler, Wirtschaftsbesitzer                 |
| 1877–1892       | Josef Punkl, Wirtschaftsbesitzer                  |
| 1892–1898       | Sebastian Heißenberger, Hausbesitzer und Gastwirt |
| 1898–1911       | Anton Kitir, Gastwirt                             |
| 1911–1917       | Adalbert Lederer, Kaufmann                        |
| 1917–1920       | Karl Ernst, Bäckermeister                         |
| 1920–1921       | Anton Herzog, Wirtschaftsbesitzer                 |
| 1921–1922       | Johann Schwarz, Wirtschaftsbesitzer               |
| 1922–1926       | Karl Piribauer, Wirtschaftsbesitzer               |
| 1926–1938       | Johann Schwarz, Wirtschaftsbesitzer               |
| 1938–1945       | Franz Chaloupka, Dentist                          |
| 1945–1946       | Johann Schwarz, Landwirt                          |
| 1946–1965       | Karl Seidl, Zimmerermeister                       |
| 1965–1980       | Johann Korntheuer, Schneidermeister               |
| 1980–1993       | Josef Ernst, Bäckermeister                        |
| 1993–1994       | Franz Kampichler, kfm. Angestellter               |
| 01/1995–03/1995 | Karl Gradwohl, Landwirt                           |
| 1995–2002       | Franz Kampichler, kfm. Angestellter               |
| 2002–07/2024    | Manfred Schuh, Gemeindebediensteter               |
| seit 07/2024    | Thomas Ernst                                      |

## Persönlichkeiten

### Söhne und Töchter der Gemeinde
- Franz Koller (* 1947), Landwirt und Politiker, Abgeordneter zum Österreichischen Nationalrat und Mitglied des Bundesrates
- Hermann Schützenhöfer (* 1952), ÖVP-Landesparteiobmann und Landeshauptmann der Steiermark
- Thomas Hessler (* 1968), Prior des Europaklosters
- Norbert Ernst (* 1977), international erfolgreicher Opernsänger (Tenor), aufgewachsen in Edlitz und Sohn von ehem. Bürgermeister Josef Ernst und Bruder von Bürgermeister Thomas Ernst
- Elisabeth Straka (* 1999), österreichische Bogenschützin; aufgewachsen in Edlitz, mehrfache Staatsmeisterin und Olympiateilnehmerin
- Karl Pichelbauer (1947–2020), emeritierter Dompropst von Wiener Neustadt

### Personen mit Bezug zur Gemeinde
- Karl Stephan (1700–1770), Abtei Reichersberg, war hier zuvor Pfarrer
- Fjodor Fjodorowitsch Tornau (Theodor von Tornau) (1810–1890): Der russische Generalleutnant und baltische Baron, der lange Zeit Militärattaché in Wien gewesen war, erwählte sich Edlitz als Altersruhesitz und starb hier am 4. Januar 1890.
- Nikolaus Schmidhofer alias Holzknechtseppl (1794–1828, hingerichtet in Pinkafeld): Der berüchtigte Anführer der Räuberbande Stradafüßler wird fälschlicherweise oft als gebürtiger Edlitzer bezeichnet, obwohl er 1794 in Tyrnau bei Fronleiten, Vorder Tyrnau Nr. 55, auf die Welt kam.[10][11] Der Überlieferung zufolge wurde er später in Edlitz bei einer Pflegefamilie untergebracht.